# Alejandro Agustín Lanusse
Alejandro Agustín Lanusse Gelly (28 d'agost de 1918 - 26 d'agost de 1996) va ser un militar argentí que va ocupar de facto la Presidència de l'Argentina entre el 22 de març de 1971 i el 25 de maig de 1973 durant la dictadura autodenominada Revolució Argentina.
Durant la seva breu gestió, es reobriren els comitès dels partits polítics (tancats per Juan Carlos Onganía) i es va desenvolupar el Procés de Reorganització Nacional que postulava a Manrique com a candidat continuista. Lanusse abandonà el poder convocant eleccions lliures, eleccions que no es realitzaven des de feia vint anys. Però també cal considerar que es varen realitzar sota un règim electoral creat per la dictadura; el resultat fou la candidatura d'Héctor José Cámpora.
Acabada la seva gestió passà al retir i a l'anonimat, però no per molt de temps, ja que va tenir una destacable actuació, qüestionant i criticant els procediments i les violacions als drets humans durant la dictadura instal·lada el 1976. Va ser un dels pocs militars que oferí el seu testimoni durant el judici a les juntes, després de la tornada de la democràcia el 1985.
Va escriure tres llibres autobiogràfics: El meu testimoni, Protagonista i Confessions d'un general. En aquestes publicacions deixà testimonis de la seva vida privada i política, memòries escrites veritablement per ell mateix.
Quan se li preguntava sobre quina posició tenia del seu govern, ell responia que era de centreesquerra, i que estava orgullós d'"haver presidit un govern que va tenir el propòsit de tornar-li al poble, sense discriminacions ni proscripcions, el seu dret a triar".
Alejandro Agustín Lanusse va morir a Buenos Aires el 26 d'agost de 1996 quan faltaven dos dies per a complir els 78 anys.